# خوان مايلز
خوان مايلز (بالإسبانية: Juan Miles)‏ هو لاعب البولو أرجنتيني، ولد في 24 يونيو 1895 في بوينس آيرس في الأرجنتين، وتوفي بنفس المكان في 18 ديسمبر 1981.

## وصلات خارجية
- خوان مايلز على موقع أوليمبيديا (الإنجليزية)